# Mula
Mula is een gemeente in de Spaanse provincie en regio Murcia met een oppervlakte van 634 km². Mula telt 16.689 inwoners (1 januari 2016). Het is een van de vijf gemeenten die een gedeelte van de Sierra Espuña op haar grondgebied heeft.

## Erfgoed

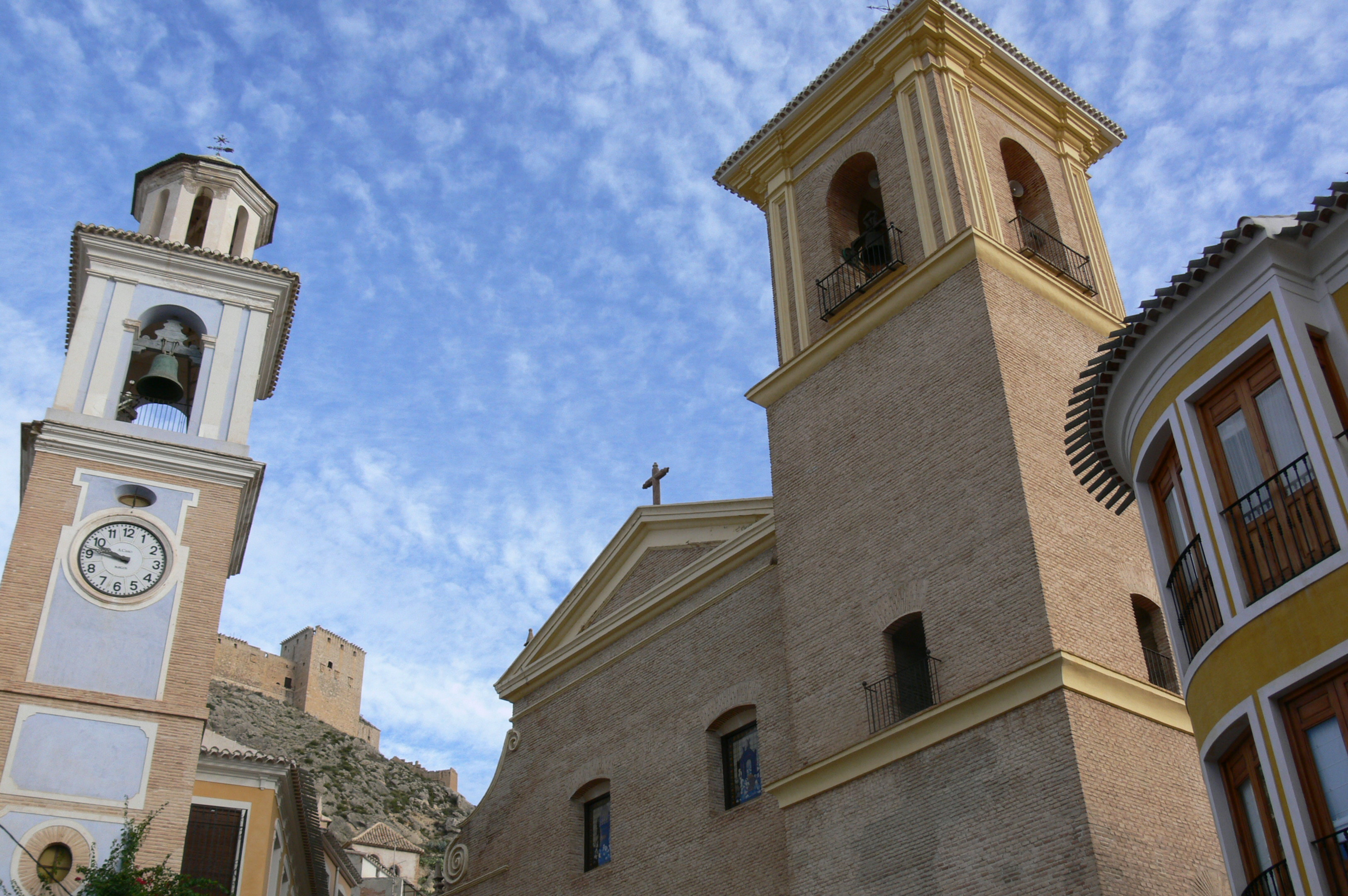
Kerk van San Miguel en de Klokkentoren "Torre del Reloj"

### Kerk van San Miguel, haar klokkentoren en de toren
De parochiekerk met haar klokkentoren en de toren op het gemeenteplein geven een typisch uitzicht aan de gemeente.

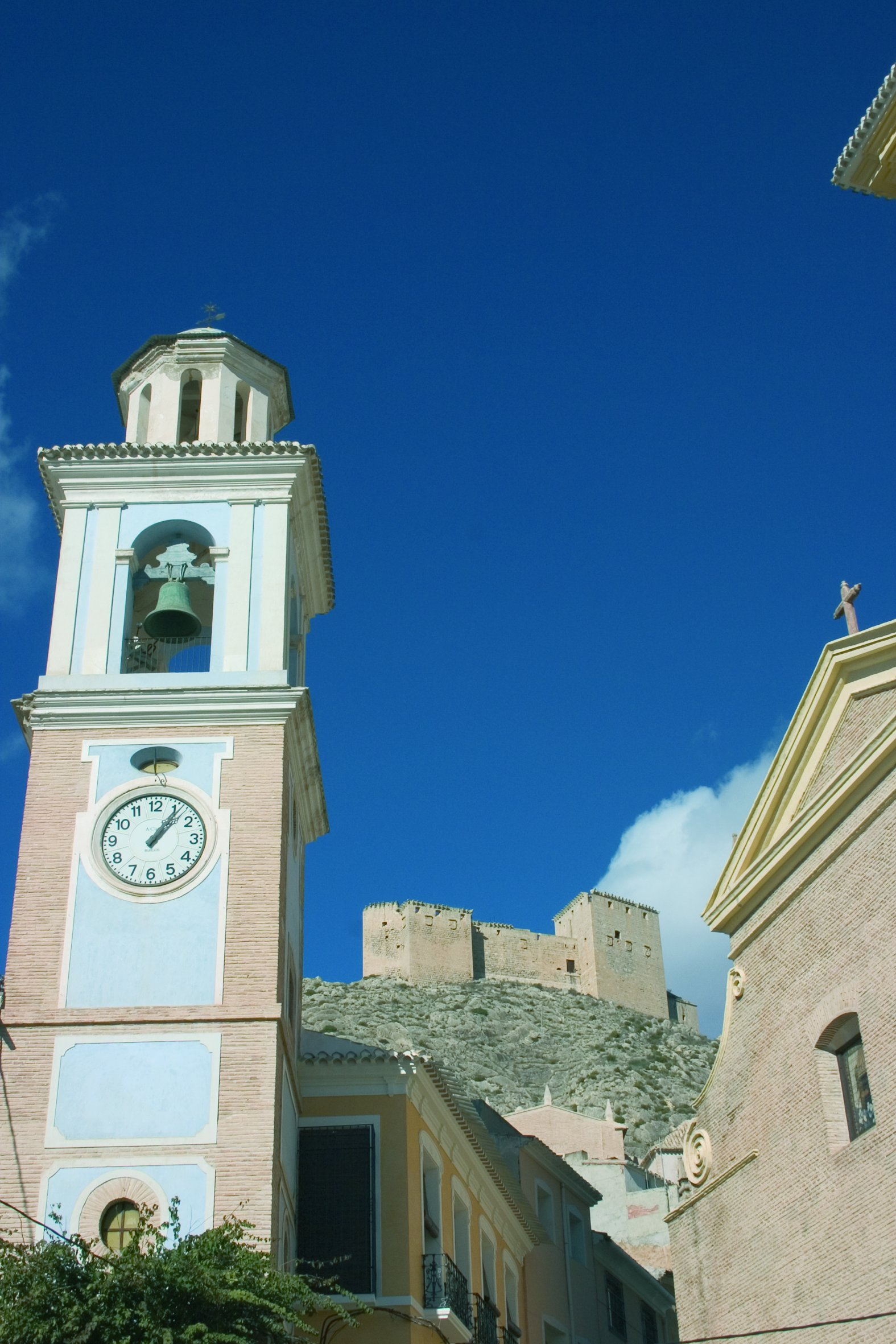
Kasteel van los Vélez, gezien vanuit de dorpskern.

### Kasteel van los Vélez
Het kasteel werd gebouwd in de 16e eeuw. Het is nu in bezit van de familie Beltran de Lis y Pidal en de gemeente.

## Demografische ontwikkeling
Bron: INE; 1857-2011: volkstellingen
Opm.: in 1857 werd Campos del Río een zelfstandige gemeente

## Geboren in Mula
- Luis León Sánchez (1983), wielrenner
- Pedro León Sánchez Gil (1986), voetballer
- Francisco Javier García Fernández (1987), voetballer

Abanilla · Abarán · Águilas · Albudeite · Alcantarilla · Aledo · Alguazas · Alhama de Murcia · Archena · Beniel · Blanca · Bullas · Calasparra · Campos del Río · Caravaca de la Cruz · Cartagena · Cehegín · Ceutí · Cieza · Fortuna · Fuente Álamo de Murcia · Jumilla · La Unión · Las Torres de Cotillas · Librilla · Lorca · Lorquí · Los Alcázares · Mazarrón · Molina de Segura · Moratalla · Mula · Murcia · Ojós · Pliego · Puerto Lumbreras · Ricote · San Javier · San Pedro del Pinatar · Santomera · Torre-Pacheco · Totana · Ulea · Villanueva del Río Segura · Yecla